# Shvetsov M-25
Lo Shvetsov M-25 fu un motore aeronautico radiale a 9 cilindri raffreddato ad aria sviluppato dall'OKB 19 diretto da Arkadij Dmitrievič Švecov in Unione Sovietica nei primi anni trenta.
Copia sovietica realizzata su licenza dello statunitense Wright R-1820 Cyclone, venne inizialmente concepito per equipaggiare aerei da caccia destinati alla Voenno-vozdušnye sily, l'aeronautica militare sovietica, venendo tuttavia utilizzato anche in ambito civile.

## Versioni
M-25

M-25A

M-25E

M-25V

## Velivoli utilizzatori
Unione Sovietica
- Beriev KOR-1, poi Be-2
- Chyetverikov ARK-4
- Grigorovich IP-1
- Grigorovich PI-1
- Kharkov KhAI-5
- Kochyerigin DI-6
- Neman PS-5 (M-25 e M-25A)
- Neman R-10 (M-25, M-25A e M-25E)
- Polikarpov I-15 (M-25), I-15bis e I-152 (M-25E)
- Polikarpov I-16 Type 4, Type 5 e Šturmovik (M-25), Type 6 (M-25A), Type 10, Type 17, Type 20, TK e I-16P (TsKB-12P) (M-25E)
- Tupolev ANT-31bis (I-14)